# Король, Юрий Викторович
Юрий Викторович Король (род. 15 ноября 1978, Куйбышев) — российский футболист, игрок в мини-футбол. Нападающий. Выступал за сборную России по мини-футболу.

## Биография
В 16 лет начал выступления за самарский мини-футбольный клуб «Прима», с которым прошёл путь от второй до высшей лиги. Но вскоре клуб прекратил существование, поэтому сезон 1998/99 Король отыграл в петербургском «Зените», а затем перешёл в «Норильский никель». Спустя несколько лет он выиграл в составе «полярников» золото чемпионата России. А в следующем сезоне Юрий дебютировал в Кубке УЕФА по мини-футболу, где забил 6 мячей в 6 матчах.
Своей игрой Король привлёк внимание тренеров сборной России по мини-футболу. Он вошёл в состав россиян на чемпионат Европы 2005 года, где помог команде выиграть серебро.
Однако вскоре Король перестал показывать свой прежний уровень, и руководство «Норильского никеля» приняло решение выставить его на трансфер. В результате этого он сменил вид спорта и начал выступление за московское «Динамо», играющее в футзал по версии AMF. За три года в его составе он выиграл несколько трофеев как на внутренней, так и на международной арене, а также вызывался в футзальную сборную России.
В 2008 году вернулся в мини-футбол, продолжив выступления за свой предыдущий мини-футбольный клуб «Норильский никель».

## Достижения
- Серебряный призёр Чемпионата Европы по мини-футболу 2005.
- Чемпион России по мини-футболу 2001/02.